# 楊豫孫
楊豫孫（1521年—1567年），字幼殷，號朋石，直隸松江府華亭縣民籍青浦縣人。明朝政治人物。嘉靖丁未進士，官至湖廣巡撫。

## 生平
十七歲中式嘉靖十六年（1537年）應天府乡试第三十五名举人，嘉靖二十六年（1547年）丁未科会试第一百七十七名，廷试二甲十二名進士，由南京吏部考功司主事，历官礼部员外郎、祠祭司署郎中。值杨继盛因劾严嵩论死，豫孙与同郡董传策、晋江薛天华、漳浦朱天球为其治丧，时有“四君子”之称。
嘉靖三十九年（1560年）九月擢福建按察司副使，改湖广提学副使，升河南右参政，四十三年閏二月入为太僕寺少卿，十二月升太常寺少卿、提督四夷馆，四十四年八月升通政使司右通政、提督誊黄，四十五年二月升都察院右佥都御史、巡抚湖广，隆庆元年（1567年）十月升大理寺卿。同鄉徐階擔任首輔，請豫孫輔佐，凡涉及海內人物、國家典故，均先向其咨詢然後施行。士大夫中請其引見者絡繹不絕，豫孫不堪其擾，力求外調。以右僉都御史巡撫湖廣，踰年卒于官，年四十七。

## 著作
所著有《经史通谱》、《𡷫史琬琰録》、《诗文集》若干卷，因無子，遗稿多散佚。

## 家族
曾祖杨溥，七品散官。祖父杨钦，典膳正。父杨枢，推官。母李氏。重庆下。兄晉孫。弟蒙孫、益孫、觀孫、萃孫、升孫、貫孫、鼎孫、井孫。